# روبفيل (جورجيا)
روبفيل (بالإنجليزية: Roopville, Georgia)‏ هي بلدة تقع في مقاطعة كارول، جورجيا بولاية جورجيا في الولايات المتحدة. تبلغ مساحتها 2 (كم²)، وترتفع عن سطح البحر 380 م، بلغ عدد سكانها 218 نسمة في عام 2010 حسب إحصاء مكتب تعداد الولايات المتحدة وتصل الكثافة السكانية فيها 88.5 نسمة/كم2.

## أعلام
- كيث جاكسون

## وصلات خارجية
- The US50 - Cities and Towns in Georgia State
- Georgia Cities and Towns, Facts, Map, Flag, Colleges, Government, and More